# Koivisto (zone de planification)
Pour les articles homonymes, voir Koivisto.
Koivisto est une zone de planification de Tampere en Finlande. 
Koivisto comprend les zones statistiques: Rautaharkko , Taatala, Koivistonkylä, Veisu, Korkinmäki et Nirva.